# Henry Marshall Tory Medal
Die Henry Marshall Tory Medal ist ein Preis der Royal Society of Canada für herausragende Forschung in Physik, Chemie, Mathematik, Astronomie und verwandte Wissenschaften. Sie wird alle zwei Jahre verliehen und ist nach Henry Marshall Tory (1864–1947) benannt, dem Gründer der Universitäten von British Columbia und Alberta und ehemaligen Präsidenten der RSC.

## Preisträger
- 1943: John Lighton Synge, FRSC
- 1944: Frank Allen, FRSC
- 1945: Otto Maass, FRSC
- 1946: John Stuart Foster, FRSC
- 1947: Eli Franklin Burton, FRSC
- 1949: Harold Scott Macdonald Coxeter, FRSC
- 1951: Thorbergur Thorvaldson, FRSC
- 1953: Gerhard Herzberg, FRSC
- 1955: Edgar William Richard Steacie
- 1957: Carlyle Smith Beals
- 1959: Henry George Thode, FRSC
- 1961: R. M. Petrie, FRSC
- 1963: Harry Lambert Welsh
- 1965: Henry E. Duckworth, FRSC
- 1967: Israel Halperin
- 1969: William G. Schneider, FRSC
- 1971: Harold E. Johns, FRSC
- 1973: Bertram N. Brockhouse
- 1975: William T. Tutte
- 1977: John Charles Polanyi, FRSC
- 1979: Nathan Mendelsohn
- 1981: Alexander Edward Douglas, FRSC
- 1983: Ronald J. Gillespie
- 1985: Keith U. Ingold, FRSC
- 1987: Keith J. Laidler, FRSC
- 1989: Boris P. Stoicheff, FRSC
- 1991: Willem Siebrand, FRSC
- 1993: Albert E. Litherland, FRSC
- 1995: Juan C. Scaiano, FRSC
- 1997: James Greig Arthur, FRSC
- 1999: James K.G. Watson, FRSC
- 2001: John Bryan Jones, FRSC
- 2003: Paul B. Corkum, FRSC
- 2005: David J. Lockwood, FRSC
- 2007: George Albert Sawatzky, FRSC
- 2009: John Richard Bond, FRSC
- 2011: Arthur B. McDonald, FRSC
- 2013: Douglas W. Stephan, FRSC
- 2015: Julio Navarro, FRSC
- 2017: Mark Lautens, FRSC
- 2019: Jeff Dahn, FRSC
- 2021: Ian Manners, FRSC; Manuella Vincter, FRSC
- 2023: Eugenia Kumacheva[1]